# La otra magia
La otra magia es una película de Argentina filmada en colores dirigida por Leandro Bartoletti sobre su propio guion escrito en colaboración con José Luis Parada Sabio que se estrenó el 23 de enero de 2020.

## Sinopsis
Después de reunir durante cuatro años testimonios, experiencias, intervenciones callejeras y ceremonias de un grupo de iniciados en el esoterismo, la película trata sobre  la llamada Abadía Aurea, un emprendimiento funciona en un caserón gótico donde  realiza  rituales y performances un grupo de seguidores que asegura poder acceder hacia otra comprensión de la realidad.

## Entrevistados
Participaron del filme los siguientes entrevistados:
- Auric de Grey
- Erebus
- Luminarea
- Khandroma
- Christian Bronstein
- José Luis Parada Sabio
- Sofía Libertad Pugliese

## Comentarios
Catalina Dlugi en el sitio El Portal de Catalina escribió:

”… da a conocer la búsqueda espiritual de un grupo que asegura tener el pasaporte hacia otra comprensión de la realidad. Un trabajo curioso, efectista y con un trabajo visual atractivo, aunque su contenido quede para iniciados en las llamadas artes oscuras.

Juan Pablo Pugliese opinó:

”…el realizador devela algo que permanecía oculto para la mayoría de las personas. Aquello que sucede cuando las luces se apagan quedará al descubierto. Tal vez el misterio se revela demasiado pronto... Si bien cada rito cuenta con su lógica, luego de un primer acercamiento a la magia se muestran secuencias rituales y el suspenso que se creó con astucia en los primeros minutos se disipa con rapidez. Queda la sensación de que La otra magia podría haberse disfrutado un poco más si lo desconocido se hubiera mantenido así hasta el desenlace, que consiste en un rito completo especialmente elaborado para el documental donde la cámara oficiará de iniciado. No obstante, la película...quedará como un valioso registro sobre un tema que no se había explorado en nuestro cine.”